# Fortifications de la pointe du Roselier
Les fortifications de la pointe du Roselier sont un ensemble de plusieurs casemates positionnés sur deux positions différentes dans la commune de Plérin dans les Côtes-d'Armor. Elles ont toutes été construites entre 1940 à 1944.

## Historique

### Contexte
Le 18 juin 1940, la Wehrmacht (armée allemande du Troisième Reich) entre dans la ville de Rennes, puis le 19 juin c'est au tour de Saint-Brieuc. La commune de Plérin est probablement occupée le même jour.
Durant la Seconde Guerre mondiale, les Allemands construisent, quelque temps après leur arrivée dans la commune de Plérin au début de septembre 1940, des ouvrages militaires fortifiés sur la côte, sous maîtrise d'ouvrage de l'Organisation Todt faisant partie du mur de l'Atlantique, qu'ils nomment sur quatre positions différentes. Les quatre points de fortifications sont l'entrée du port du Légué et la pointe de Châtel Renault (Wn Po 06 et Po 07), la pointe du Roselier (Wn Po 08) et la plage des Rosaires (Wn Po 09). Wn est l'abréviation de Widerstandsnest (nid de résistance), Po pour le secteur de Pontrieux et les chiffres pour le numéro du secteur ; ils sont donc à suivre d'Est à l'Ouest. La plupart de ces infrastructures sont toujours présentes.

### Aujourd'hui
À l'heure actuelle, aucune étude des lieux a été officiellement effectuée.

## Description
Ce secteur était divisé en deux positions différentes.
Situé en hauteur, il permettait la protection du port du Légué et de l'entrée de la baie de Saint-Brieuc du côté Ouest. Cette position disposait de nombreuses casemates, notamment deux de combats ayant leurs angles de tirs vers le sud-est : un Regelbau 612, équipé d'un canon de campagne, et un Regelbau 680 pour un canon PaK 40 de 75 mm, situés aujourd'hui sur des terrains privés,. Une troisième casemate, située dans la même zone, servait au stockage des munitions.
Le secteur dispose également de deux autres casemates situés au bout de la pointe, près du four à boulets. Un servait pour la Lichtsprechgerät 80 (téléphonie légère modulée ou transmission sans fil), pour les unités de défense anti-aériennes. Les soldats de ce secteur pouvaient communiquer avec ceux de la pointe des Guettes à Hillion (Wn La 370), situé à exactement 3,93 km. L'autre casemate, complètement enfouie, à aujourd'hui une fonction encore inconnue.

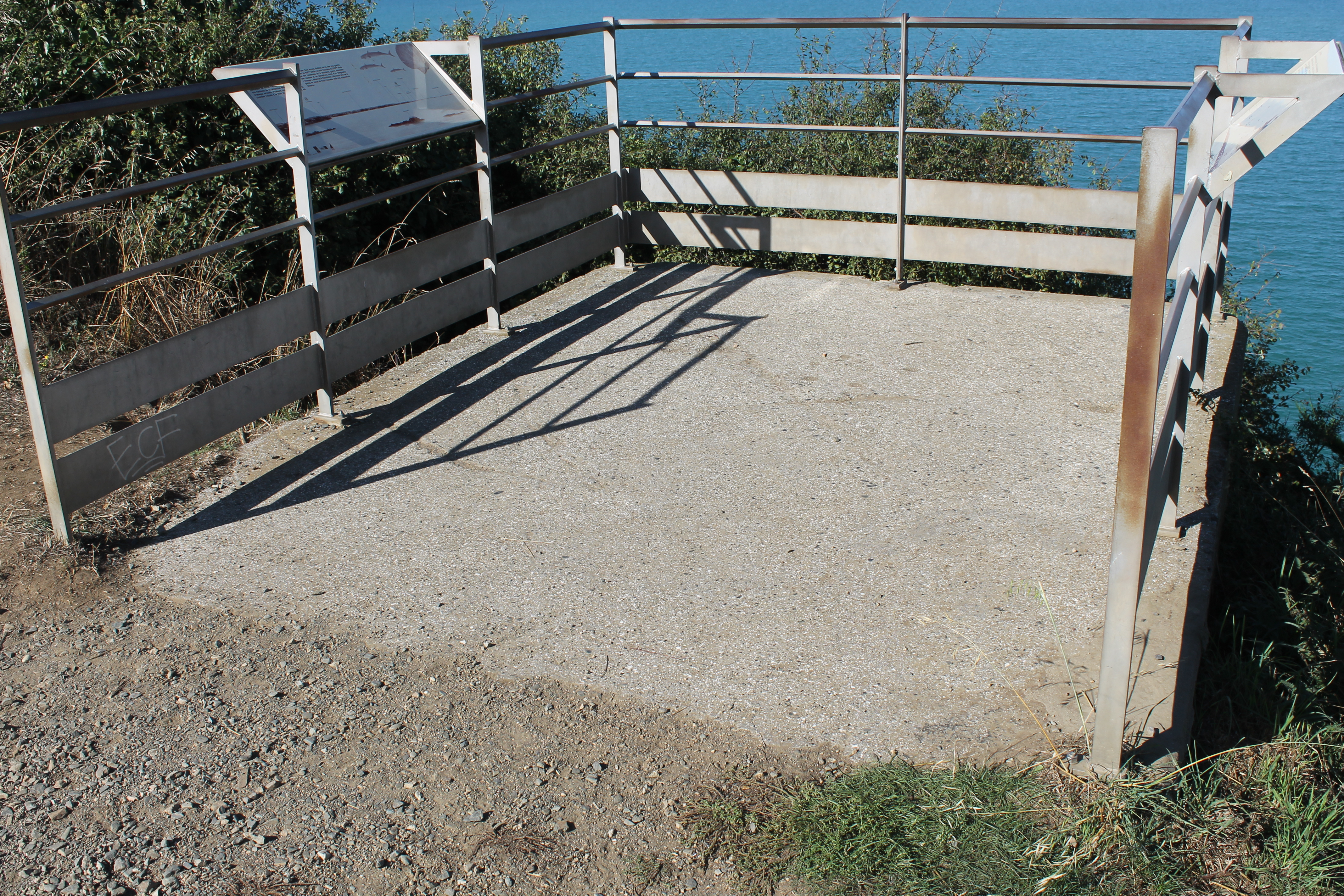
Plate-forme de la casemate d'observation (VF Lichtsprechgerät).
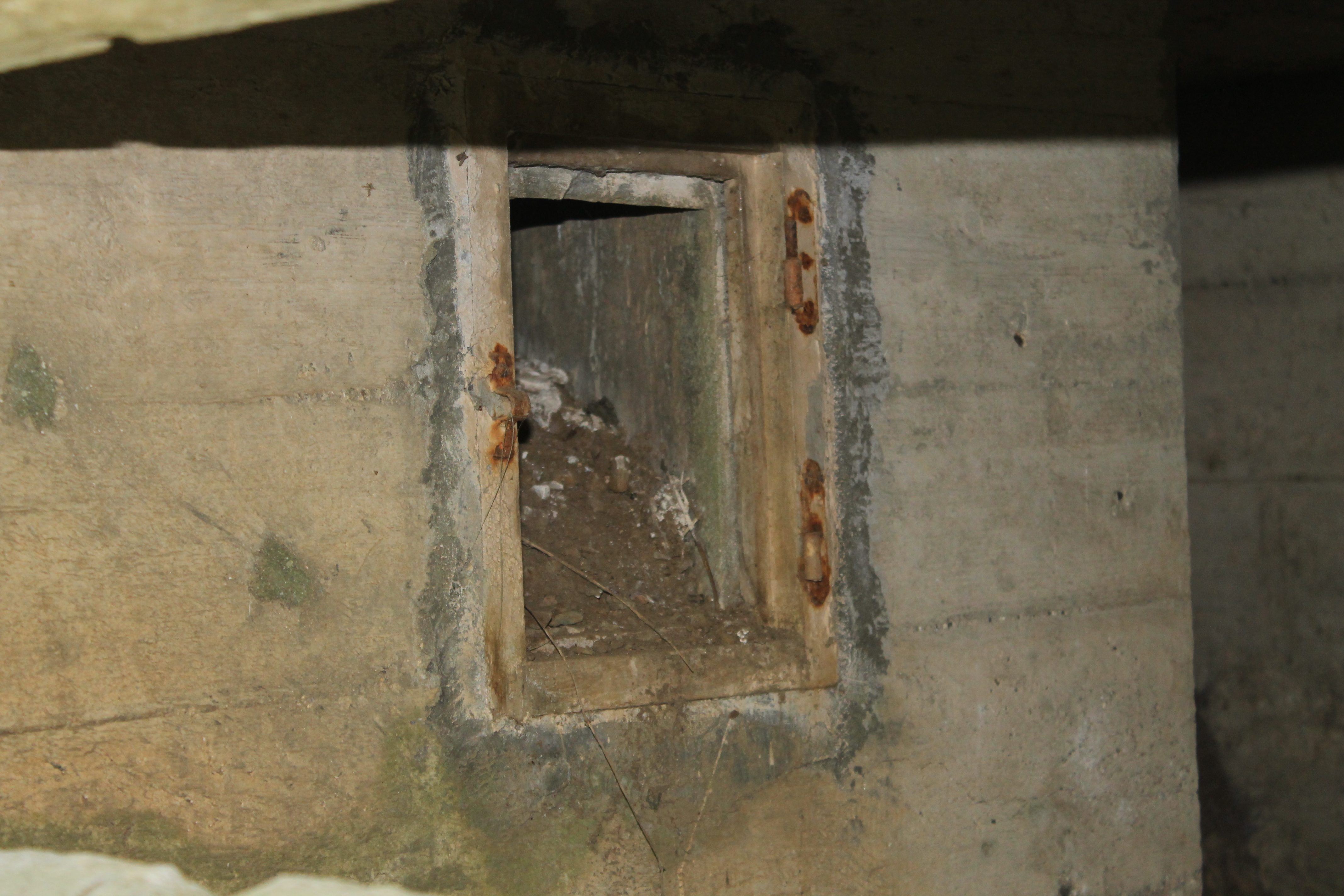
Détail d'une fenêtre de la casemate d'observation. L'entrée est distinguable sur la droite.